# ترشيد (اقتصاد)
الترشيد في الاقتصاد يعرفه عالم الاجتماع والفيلسوف الفرنسي جوليان فرويند«هو تنظيم الحياة من خلال تقسيم وتنسيق الأنشطة على أساس دراسة دقيقة للعلاقات بين أفراد المجتمع، و أدواتهم وبيئتهم، بغرض تحقيق أكبر قدر من الكفاءة والإنتاجية.»